# Marcel Burgun

a Compétitions nationales et continentales officielles uniquement.

b Matchs officiels uniquement.
Marcel Henry Burgun est un joueur français de rugby à XV, né le 30 janvier 1890 à Saint-Pétersbourg et décédé le 2 septembre 1916 sur le front Est durant la Grande Guerre, de 1,73 m, ayant occupé le poste de trois-quarts centre puis de demi d'ouverture en sélection nationale, essentiellement au Racing club de France et au Castres olympique.
La rue qui porte le nom de Marcel Burgun à Issy les Moulineaux est celle de Georges Marcel Burgun, artiste peintre, un homonyme.

## Biographie
Marcel Burgun naît le 30 janvier 1890 à Saint-Pétersbourg de parents français, Martin Burgun et son épouse Josephine Kleiser,. Sa mère est d’origine norvégienne,. Marcel a un frère aîné, Achille, né le 7 janvier 1884. Les deux adolescents suivent leur scolarité à Paris, au lycée Janson-de-Sailly.
Marcel Burgun sort diplômé de la grande école d'ingénieurs Centrale en 1913[réf. nécessaire].

### Carrière sportive
Il fait partie de l'équipe de France qui en 1911 a battu, pour la première fois dans le Tournoi des Cinq Nations, une nation britannique - à savoir l'Écosse.
Il était l'un des premiers joueurs de son époque à instaurer un jeu basé sur des combinaisons numériques.

### Guerre
Entré dans le 9e régiment d'artillerie de campagne le 11 juillet 1913 dans le cadre du service militaire qu'il effectue à Castres, il passe brigadier le 12 février 1914 puis maréchal des logis le 12 juillet suivant. Son régiment part de Castre le 8 août 1914 pour rejoindre les zones de combats du nord de la France. Son frère Achille, sous-lieutenant au 39e régiment d’infanterie, est tué le 16 février 1915 au bois du Luxembourg sur la commune de Cauroy-lès-Hermonville.
Marcel Burgun demande sa mutation dans l’aviation et obtient le poste d'observateur d’artillerie. Il devient ensuite aviateur près avoir décroché son brevet de pilote le 17 juin 1915. L'appareil du sous-lieutenant est abattu sur la ligne de front par les Allemands et s'écrase au lieu-dit Le Souillant des Abatis, sur la commune d'Aubérive.
Sont portées à son actif trois citations pour bravoure et la Croix de Guerre à titre posthume. Il est enterré au cimetière du Mont Frenet, situé sur la commune de La Cheppe (Marne) où il occupe la tombe n°1690.

### Postérité
Son nom, ainsi que celui d'Eric Milroy sont associés et gravés sur le Trophée Auld Alliance, qui rend hommage aux internationaux rugbymen et soldats de l'équipe de France et d'Écosse tombés pendant la Première Guerre mondiale (30 internationaux écossais et 22 français).
Une rue porte son nom à Castres et à Issy-les-Moulineaux.
La rue à Issy les Moulineaux est la rue d'un homonyme,
Georges Marcel Burgun, artiste peintre.
Le nom de Marcel Burgun est inscrit sur le monument aux morts des sportifs du Castres olympique.

## Carrière

### En club
- SCUF : ?
- Racing club de France : jusqu'en 1912
- Castres olympique : 1912 à 1914

### En équipe de France
- Marcel Burgun a connu sa première sélection le 20 mars 1909 contre l'Irlande[1].

## Palmarès

### En club
- Vice-champion de France en 1912 (avec le Racing)

### En équipe de France
- 11 sélections en équipe de France
- Sélections par année : 1 en 1909, 3 en 1910, 2 en 1911, 2 en 1912, 2 en 1913, 1 en 1914
- Participation aux 5 premiers Tournois des Cinq Nations, de 1910 à 1914, ainsi qu'un match préliminaire face à l'Irlande en 1909
- Vainqueur de l'Écosse en 1911 à Paris, lors du 2e tournoi français